# Yunnanacris yunnaneus
Yunnanacris yunnaneus is een rechtvleugelig insect uit de familie veldsprinkhanen (Acrididae). De wetenschappelijke naam van deze soort is voor het eerst geldig gepubliceerd in 1939 door Ramme.